# Jamestown (Carolina del Nord)
Jamestown è una città degli Stati Uniti d'America situata nella Carolina del Nord, nella Contea di Guilford.